# Pontedera
Pontedera és un municipi italià, situat a la regió de la Toscana i a la província de Pisa.
Pontedera limita amb els municipis de Calcinaia, Capannoli, Cascina, Lari, Montopoli in Val d'Arno, Palaia, Ponsacco i Santa Maria a Monte.

## Galeria

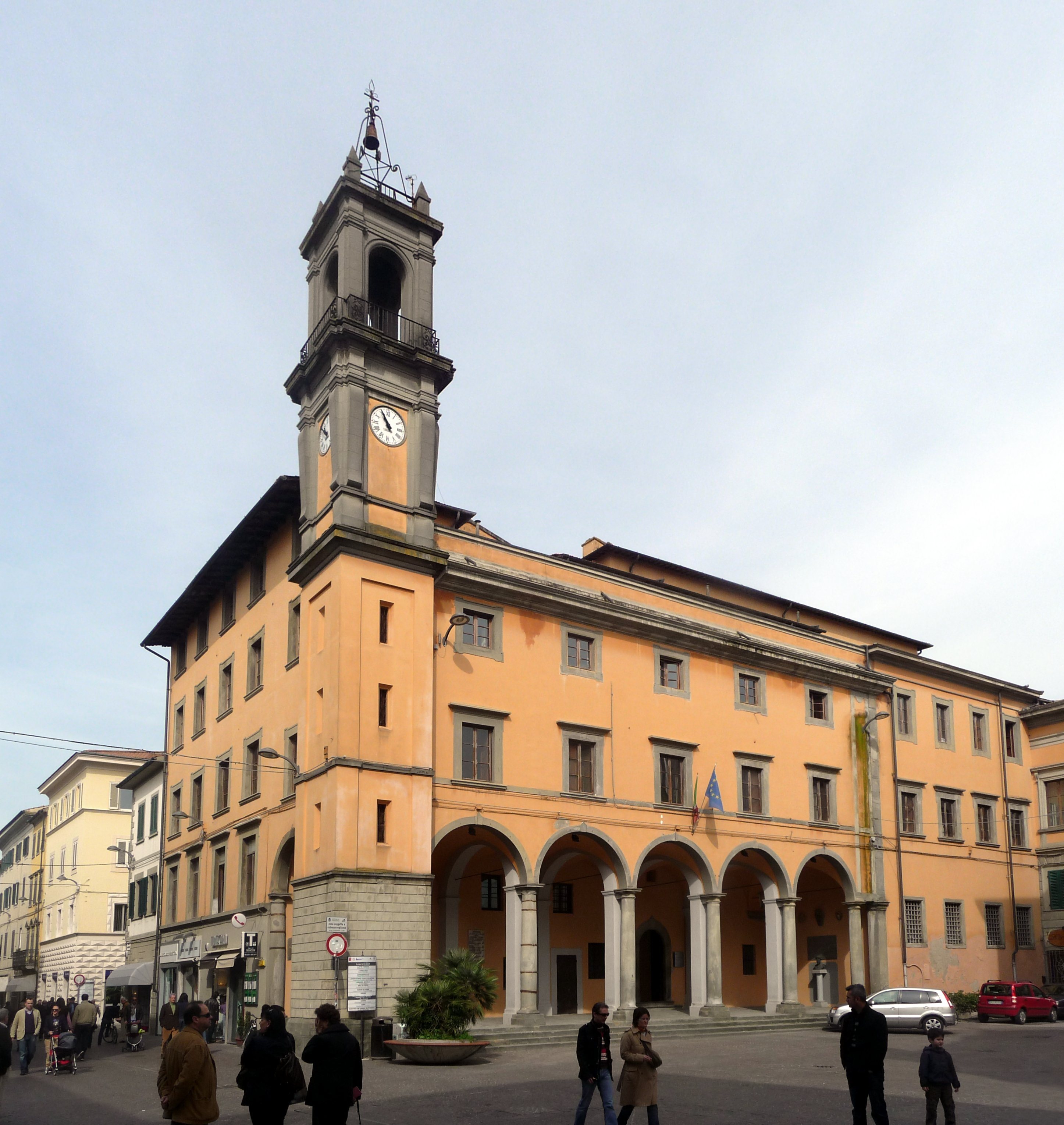
Vista del 'Palazzo Pretorio'
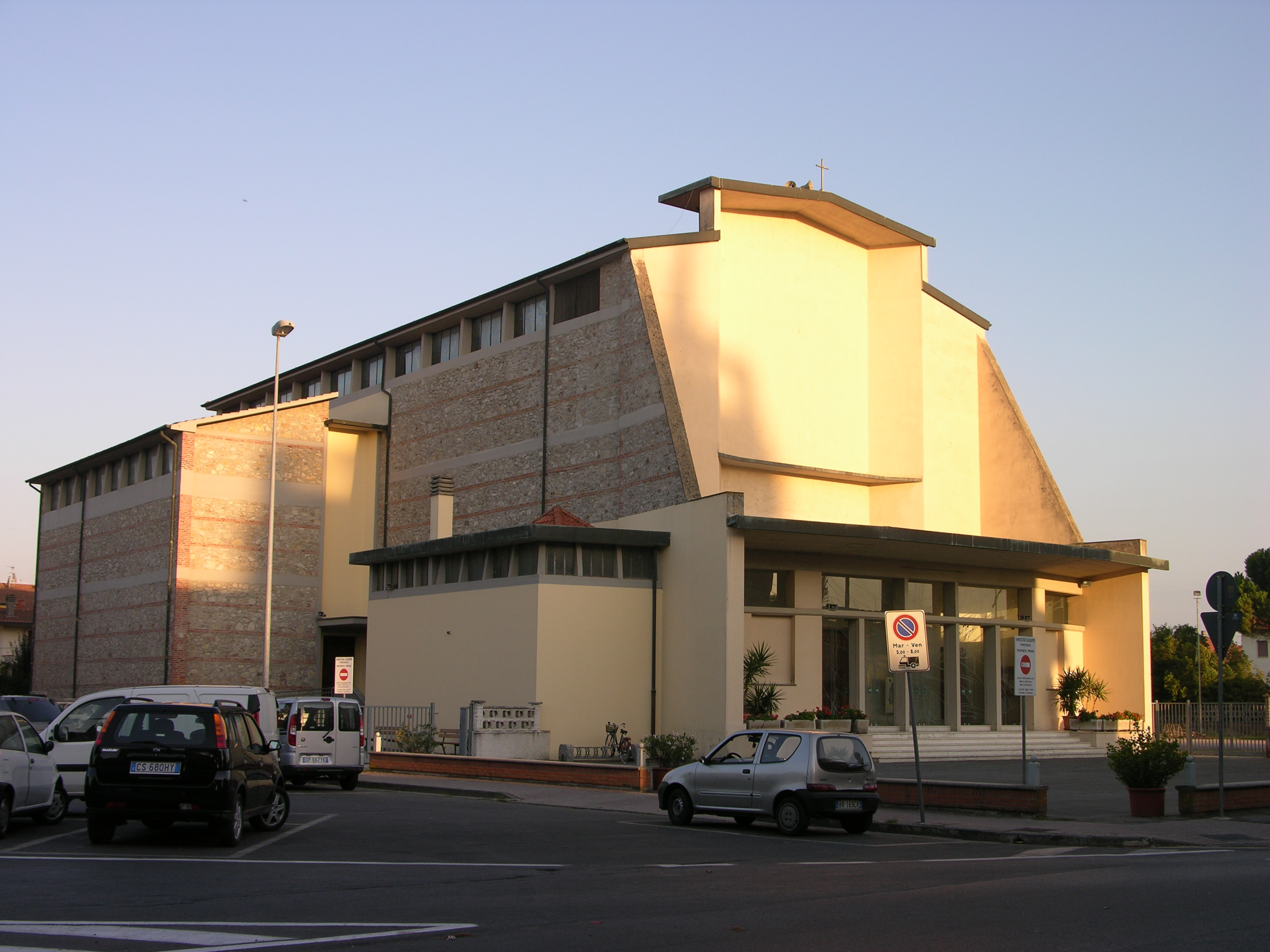
Església de S.Josep
Localització del municipi a la prov. de Pisa